# Публий Октавий
Публий Октавий (на латински: Publius Octavius) е политик на ранната Римска империя.

## Биография
Произлиза от фамилията Октавии. Той е префект, управител на римската провинция Египет от 2/1 пр.н.е. до 3 г. след Гай Тураний Грацил. Сменен е от Публий Осторий Скапула.